# Abdourahamane Tchiani
Abdourahamane Tchiani (en árabe: عبد الرحمن تشياني) es un general de brigada del ejército nigerino. Es actualmente Presidente de la República desde marzo de 2025. Fue líder del Consejo Nacional para la Salvaguardia de la Patria desde julio de 2023 hasta marzo de 2025, además de ser comandante de la guardia presidencial nigerina entre 2011 y 2023.
Jugó un papel clave en el golpe de Estado en Níger de 2023 al arrestar al presidente Mohamed Bazoum.

## Biografía

### Primeros años
Nació en 1960, 1961 o 1964. Tchiani es de la región de Tillabéri, una de las principales áreas de reclutamiento para el ejército nigerino en el oeste del país.

### Carrera militar
En 2011, asumió el mando de la guardia presidencial y fue un aliado cercano del entonces presidente Mahamadou Issoufu, quien lo ascendió a general en 2018. En 2015, Tchiani fue acusado de estar involucrado en un complot golpista contra Issoufu, pero negó los cargos en el tribunal.
En 2021, dirigió la unidad para frustrar un intento de golpe de estado; en ese momento, una unidad militar intentó apoderarse del palacio presidencial dos días antes de que Issoufu renunciara para dar paso a su sucesor elegido democráticamente, Mohamed Bazoum, que retuvo a Tchiani en su cargo.

### Toma del poder
El 26 de julio de 2023, Tchiani dirigió a los guardias presidenciales para detener a Bazoum en el palacio presidencial de la capital, Niamey, como parte del Golpe de Estado en Níger de 2023. Según se informa, el golpe fue dirigido por Tchiani, de quien se dijo que Bazoum había planeado relevar de su posición. Fuentes cercanas a Bazoum dijeron que había decidido el despido de Tchiani en una reunión del gabinete el 24 de julio de 2023, ya que, según se informa, sus relaciones se habían vuelto tensas.
El 28 de julio, Tchiani se proclamó a sí mismo como presidente del Consejo Nacional para la Salvaguardia de la Patria en un discurso en la televisión estatal. Dijo que el golpe se llevó a cabo para evitar "la desaparición gradual e inevitable" del país, y dijo que Bazoum había tratado de ocultar "la dura realidad" del país, a la que llamó "un montón de muertos, desplazados, humillación y frustración". También criticó la estrategia de seguridad del gobierno por su supuesta ineficacia.
El 26 de marzo de 2025, Tchiani asume el cargo de Presidente de Níger durante un período de cinco años.